# Apocalipsis de Abrahán
El Apocalipsis de Abrahán es un apócrifo del Antiguo Testamento, pseudoepígrafo de Abrahán (70-150 AD). Escrito sobre un prototexto semítico perdido, que ha permanecido sólo en una versión paleoeslava de finales del siglo I. Pertenece al género apocalíptico.

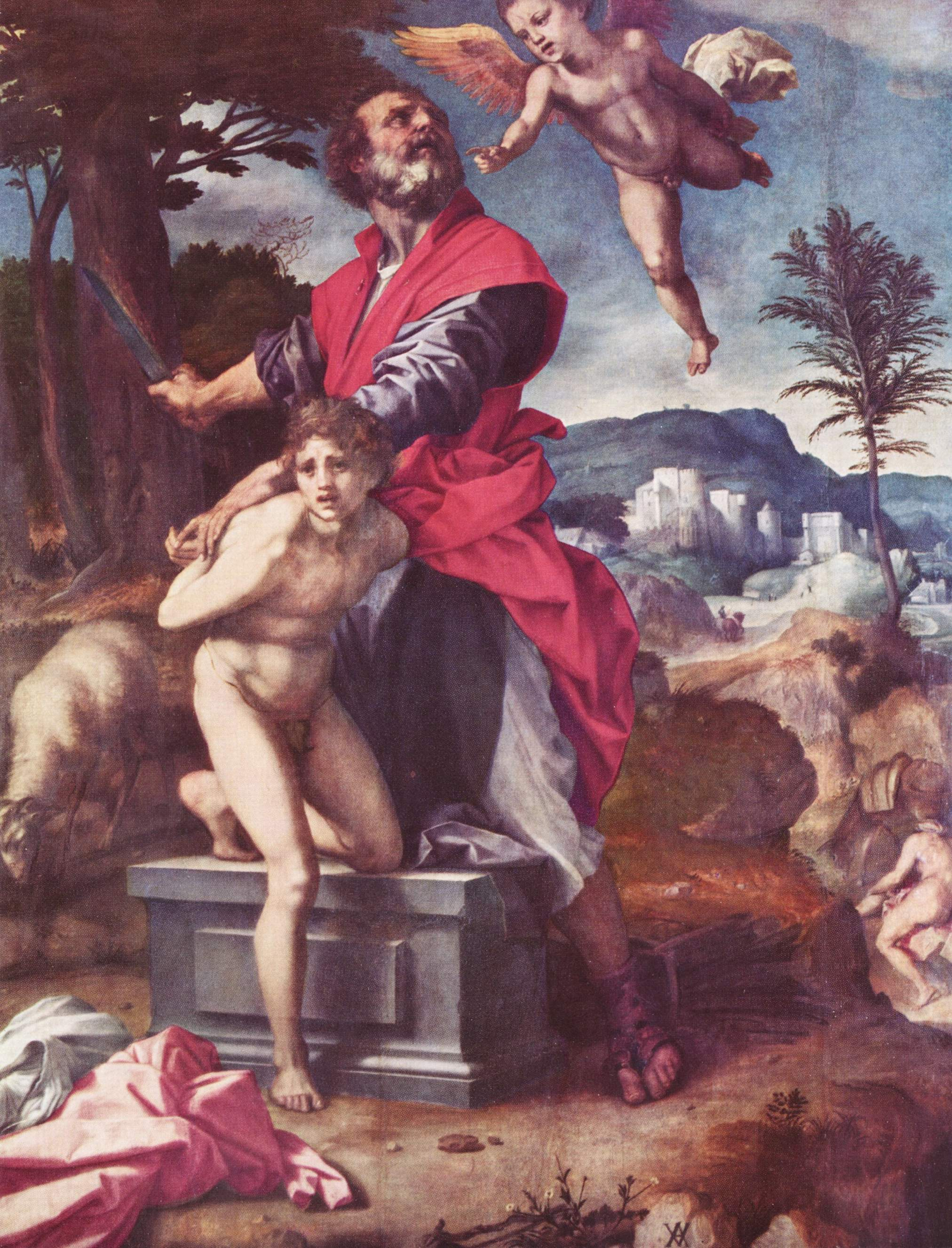
Abraham presenta a Isaac en sacrificio.

En la primera parte, (cerca de 1/3) se describe la conversión de Abrahán del politeísmo al monoteísmo. Asimismo, en esta primera parte (caps. 1-8) se presenta a la figura de Abrahán vista desde una teodicea en la que se cuestiona la idolatría a través del análisis de la physis o naturaleza del eidolon, con una reflexión desde la teodicea y una teología de la naturaleza. En la segunda parte propiamente apocalíptica Abrahán es testigo de la consigna al demonio Azazel de los infiernos y de la purificación del templo de Jerusalén de los cultos idólatras.
Es de origen judío con algunas interpolaciones cristianas sucesivas.
- Datos: Q2713226